# Бартли (Небраска)
Бартли (енгл. Bartley) град је у америчкој савезној држави Небраска.

## Демографија
По попису из 2010. године број становника је 283, што је 72 (-20,3%) становника мање него 2000. године.
| Група             | 2000.       | 2010.       |
| Белци             | 341 (96,1%) | 274 (96,8%) |
| Афроамериканци    | 0 (0,0%)    | 0 (0,0%)    |
| Азијати           | 0 (0,0%)    | 0 (0,0%)    |
| Хиспаноамериканци | 9 (2,5%)    | 8 (2,8%)    |
| Укупно            | 355         | 283         |